# 151697 Paolobattaini
151697 Paolobattaini è un asteroide della fascia principale. Scoperto nel 2003, presenta un'orbita caratterizzata da un semiasse maggiore pari a 2,4205070 UA e da un'eccentricità di 0,1538287, inclinata di 1,63890° rispetto all'eclittica.
L'asteroide è dedicato all'astrofilo italiano Paolo Battaini.